# Ulrich Berger (Politiker, 1970)
Ulrich Berger (* 1970) ist ein deutscher Kommunalpolitiker (CDU) und seit 2014 Bürgermeister der Stadt Salzkotten im nordrhein-westfälischen Kreis Paderborn. 

## Leben und Werdegang
Berger wuchs in Salzkotten auf. Nach seinem Abitur am Gymnasium Theodorianum in Paderborn im Jahr 1989 und seinem Grundwehrdienst wurde Berger 1990 zunächst als Stadtinspektorenanwärter bei der Stadt Salzkotten eingestellt. Im Anschluss studierte er Verwaltungswissenschaften an der Fachhochschule für öffentliche Verwaltung Nordrhein-Westfalen in Soest und schloss das Studium als Diplom-Verwaltungswirt ab. Nach seinem Studium war Berger wieder für die Stadt Salzkotten tätig, u. a. in den Bereichen Finanzen, Liegenschaften und Wirtschaftsförderung. 
Am 1. Januar 2008 wurde Berger allgemeiner Vertreter des damaligen Salzkottener Bürgermeisters Michael Dreier.

## Bürgermeisteramt
Im Dezember 2013 wurde Berger vom CDU-Ortsverband Salzkotten zum Bürgermeisterkandidaten für die Kommunalwahl 2014 gewählt. Bei der Kommunalwahl am 25. Mai 2014 konnte sich Berger mit 70,32 Prozent der Stimmen gegen seinen Gegenkandidaten Michael Sprinkle von der SPD durchsetzen. Er gewann alle Wahlbezirke.
Berger wurde damit zum Nachfolger von Michael Dreier, der Bürgermeister der Stadt Paderborn wurde. 
Im Januar 2020 gab Berger bekannt, bei der Kommunalwahl im selben Jahr erneut als Bürgermeisterkandidat antreten zu wollen. Bei seiner Ankündigung, erneut als Salzkottener Bürgermeister kandidieren zu wollen, hob Berger einige während seiner ersten Amtsperiode erfolgreich umgesetzte Projekte hervor. So nannte er beispielsweise Investitionen in die Städtische Gesamtschule Salzkotten, die Installation einer CARIX-Anlage zur Wasserenthärtung bei den Stadtwerken, den Bau der Sportplätze in Scharmede und Upsprunge, die Unterstützung des Begegnungszentrums in Verne sowie die Gründung des Interessenvereines Salzkotten Marketing. Als weitere erfolgreich realisierte Projekte zählte er die Sanierung des Rathauses, den Neubau des Stadthauses mit der Stadtbibliothek ebenso wie die Umgestaltung des Grünzuges Hederau und des Franz-Kleine-Parks auf. Er betonte außerdem, dass die Salzkottener Wirtschaft seit seinem Amtsantritt 2014 ein Plus an sozialversicherungspflichtig Beschäftigten von 1000 aufweisen könne.
Bei der Kommunalwahl 2020 bewarb sich Berger vordergründig mit den folgenden Themen:
- zeitgemäße und digitale Bildungseinrichtungen
- moderne und innovative Arbeitsplätze
- bezahlbarer Wohnraum
- Verbindung von Umweltschutz- und Wirtschaftsinteressen
- Erweiterung des Kulturangebots
- attraktive Innenstadt mit guter medizinischer Versorgung
- solide Finanzen

Die Kommunalwahl am 13. September 2020 konnte er deutlich für sich entscheiden. 93,9 Prozent der Wähler gaben ihre Stimme für ihn ab. Er gewann erneut alle Wahlbezirke und erreichte überall die absolute Mehrheit.

## Privates
Berger ist verheiratet und hat zwei Kinder. Er wohnt im Salzkottener Ortsteil Verlar.